# Egwala Seyon
Egwala Seyon (äthiop. እጓለ ጽዮን, auch Egwale Seyon Hezqeyas; † 3. Juni 1818) war vom Juni 1801 bis zu seinem Tod Kaiser von Äthiopien. Er war ein Mitglied der Salomonischen Dynastie und der Sohn von Hezqeyas.
Er wurde von den Adligen Wolde Selassie und Gugsa von Yejju und vom Oberhaupt der Oromo zum Kaiser (Negus Negest) erhoben. Dann heiratete Egwala Seyon Walatta Iyasus, die Schwester von Ras Gugsa und sie hatten fünf Kinder. Als Henry Salt Ras Wolda Selassie in dessen Palast in Chalacot 1809/1810 besuchte, war der Bruder des Kaisers, Kenyazmach Iyasu, dort auch Gast. 
Seit 1803 war seine Regierung von einem ständigen Bürgerkrieg überschattet. Die meisten Kämpfe waren Teil der Streitigkeiten zwischen Ras Gugsa, Ras Gabrael von Semien und Wolde Selassie. Egwale Seyon wurde auch 1804 und 1808 von Armeen der Oromo aus Gondar angegriffen. Diese lebten südlich des Abay-Flusses.